# Lockheed P-80 Shooting Star
De Lockheed P-80 Shooting Star was de eerste operationele straaljager bij de United States Army Air Forces. De Bell P-59A Airacomet bestond reeds voor de P-80, maar daarvan werden er ca. 30 van gebouwd en deze zijn nooit operationeel geweest. De P-80 was een van de eerste operationele straaljagers met een motor in de romp (de eerste straaljagers hadden hun straalmotoren buiten de romp, wat de reparatie vergemakkelijkte), een configuratie afgeleid van de De Havilland DH.100 Vampire.